# Константиновка (Татищевский район)
 Константиновка — деревня в Татищевском районе Саратовской области в составе сельского поселения Октябрьское муниципальное образование.

## География
Находится на расстоянии примерно 16 километров по прямой на запад-юго-запад от районного центра поселка Татищево.

## История
Деревня основана в одно время с Николаевским Городком (ныне Октябрьский Городок) и названо в честь брата Николая I — Константина. В 1862 году было учтено 49 дворов, 248 жителей. В 1911 году 1 церковная школа, 79 дворов и 468 жителей. В советское время работали колхозы «Трудовик» и «Большевик».

## Население
Постоянное население составляло 114 человек в 2002 году (русские 76 %), 97 в 2010.